# Jack Lowden
Jack Lowden, född 2 juni 1990 i Chelmsford, är en brittisk skådespelare.
Lowden har bland annat medverkat i TV-serien Slow Horses. Han har även medverkat i filmerna Mary Queen of Scots och Dunkirk.

## Filmografi (i urval)
- 2016 – Krig och fred (TV-serie)
- 2016 – A United Kingdom
- 2017 – Dunkirk
- 2018 – Mary Queen of Scots
- 2022 – Slow Horses (TV-serie)
- 2025 – Ella McCay